# Manuel Regueiro
Manuel Regueiro (Pontevedra, 21 de diciembre de 1968) es un actor y cantante español, conocido por haber interpretado el papel del coronel Arturo Valverde en la telenovela Acacias 38, por el papel de Ignacio Solozábal en la telenovela El secreto de Puente Viejo y por el papel de Alonso de Luján en la telenovela La promesa.

## Biografía
Manuel Regueiro nació el 21 de diciembre de 1968 en Pontevedra, en Galicia (España), y además de la actuación también se dedica al canto y al teatro.

## Carrera
Manuel Regueiro de 1993 a 1997 estudió interpretación en la escuela de arte dramático del Palacio de Festivales de Santander. En 1998 realiza un curso de interpretación, canto y expresión corporal en la compañía de danza teatro de Madrid. En 1991 realiza un curso de voz e interpretación para doblaje cinematográfico, impartido en la escuela superior real de arte dramático de Madrid.
En el año 2000 realiza un curso de doblaje realizado en la JD, escuela profesional de actores de doblaje con Javier Dotú. En 2002 siguió un curso de interpretación audiovisual con Jaime Chávarri. En 2006 asiste al taller de formación continua audiovisual con Iñaki Aierra. En el mismo año realiza un curso de formación de profesionales con Juan Carlos Corazza.
A lo largo de su carrera actuó en diversas películas como en 1999 en Leo, en 2000 en Terca vida, en 2002 en Navidad en el Nilo, en 2006 en Dot.com. y en 2011 en La olimpo company. Además de haber actuado en películas, también participó en diversas series de televisión como en 2000 en Raquel busca su sitio, en 2000 y 2007 en El comisario, en 2001 en Abogados, en Al salir de clase y en Esencia de poder. de 2002 a 2004 en Rias Baixas, en 2004 en Ana y los 7, en Hospital Central y en La sopa boda, en 2004 y 2005 en El pasado es mañana, en 2006 y 2007 en Arrayán, en 2008 en 700 euros, diario secreto de una call girl, en La tira, en El porvenir es largo, en Hermanos y detectives, en Cazadores de hombres, en Herederos y en Hablan, kantan, mienten, en 2008 y 2009 en HKM, en 2009 en Reliquias, en Supercharly, en Última hora y en O Nordés, en 2010 en Ángel o demonio y en Física o química, en 2011 en Los 33 de atacama y en Mario conde los días de Gloria y en Hispania, la leyenda, en 2012 en Matalobos, en Cuéntame un cuento, en Bandolera y en Cuéntame cómo pasó, de 2013 a 2016 en El faro, en 2014 en Ciega a citas, en Bajo sospecha y en El tiempo entre costuras, en 2016 en El final del camino, en Serramoura y en Lobos e Cordeiros, en 2022 en Si lo hubiera sabido, en Madres. Amor y vida, en 2023 en Fenómenas, mientras que en 2011 protagonizó la miniserie La memoria del agua. Además de series de televisión, también ha actuado en telenovelas como en 2006 en Amar en tiempos revueltos, de 2016 a 2018 en Acacias 38, en 2019 y en 2020 en El secreto de Puente Viejo, en 2021 en Dos vidas y en 2023 en La promesa. También ha actuado en telefilmes como en 2001 en Cota roja y en 2010 en Eduardo Barreiros o Henry Ford Español, y también ha protagonizado cortometrajes como en 2012 en 20% y en 2015 en Vainilla.

## Filmografía

### Cine
| Año  | Título             | Personaje        | Director          |
| ---- | ------------------ | ---------------- | ----------------- |
| 1999 | Leo                |                  | José Luis Borau   |
| 2000 | Terca vida         | Fernando Huertas |                   |
| 2002 | Navidad en el Nilo | Neri Parenti     |                   |
| 2006 | Dot.com.           | Vicente          | Luis Galvao Teles |
| 2011 | La olimpo company  |                  | Javier de Juan    |

### Televisión
| Año             | Título                                     | Personaje                           | Notas                                            |
| --------------- | ------------------------------------------ | ----------------------------------- | ------------------------------------------------ |
| 2000            | Raquel busca su sitio                      | Teo                                 | 1 episodio                                       |
| 2000; 2007      | El comisario                               | Bermejo                             | 1 episodio                                       |
| 2001            | Abogados                                   |                                     |                                                  |
| 2001            | Al salir de clase                          | Juan                                | 9 episodios                                      |
| 2001            | Esencia de poder                           |                                     |                                                  |
| 2001            | Cota roja                                  | Félix                               | Película de televisión dirigida por Jordi Frades |
| 2002 - 2004     | Rías Baixas                                | Diego Lantaño                       | 2 episodios                                      |
| 2004            | Ana y los 7                                | Dr. Ángel Fernández                 | 1 episodio                                       |
| 2004            | Hospital Central                           | Orlando                             | 2 episodios                                      |
| 2004            | La sopa boda                               | Abogado Julia                       | 3 episodios                                      |
| 2004 - 2005     | El pasado es mañana                        | Diego Riva                          | 7 episodios                                      |
| 2006            | Amar en tiempos revueltos                  | Lorenzo                             |                                                  |
| 2006 - 2007     | Arrayán                                    |                                     |                                                  |
| 2008            | 700 euros, diario secreto de una call girl | Lorenzo                             | 9 episodios                                      |
| 2008            | La tira                                    |                                     |                                                  |
| 2008            | El porvenir es largo                       | Pedro                               | 3 episodios                                      |
| 2008            | Hermanos y detectives                      |                                     | 1 episodio                                       |
| 2008            | Cazadores de hombres                       | Esteban Monfort                     | 2 episodios                                      |
| 2008            | Herederos                                  | Jefe de Seguridad                   | 2 episodios                                      |
| 2008            | Hablan, kantan, mienten                    |                                     | 38 episodios                                     |
| 2008 - 2009     | HKM                                        |                                     |                                                  |
| 2009            | Reliquias                                  | Ferro                               | Película de televisión dirigida por Toño López   |
| 2009            | Supercharly                                |                                     |                                                  |
| 2009            | Última hora                                |                                     |                                                  |
| 2009            | O Nordés                                   | Adrián                              | 11 episodios                                     |
| 2010            | Eduardo Barreiros o Henry Ford Español     | Eduardo adulto                      | Película de televisión dirigida por Simón Casal  |
| 2010            | Ángel o demonio                            | Toño                                | 1 episodio                                       |
| 2010            | Física o química                           | Paco                                | 1 episodio                                       |
| 2011            | Los 33 de atacama                          |                                     |                                                  |
| 2011            | Mario con los Días de Gloria               |                                     |                                                  |
| 2011            | Hispania, la leyenda                       | Bartar de Norba                     | 3 episodios                                      |
| 2011            | La memoria del agua                        | Ernesto Montemayor anciano          | 2 episodios                                      |
| 2012            | Matalobos                                  | Esteban Garrido                     | 13 episodios                                     |
| 2012            | Cuéntame un cuento                         | Gaspar                              | Episodio La bella y la bestia                    |
| 2012            | Bandolera                                  |                                     | 2 episodios                                      |
| 2012            | Cuéntame cómo pasó                         | Román Salcedo                       | 1 episodio                                       |
| 2013 - 2016     | El Faro                                    | Miguel                              | 242 episodios                                    |
| 2014            | Ciega a citas                              |                                     | 3 episodios                                      |
| 2014            | El tiempo entre costuras                   | Sr. Almeida                         | 1 episodio                                       |
| 2015            | Bajo sospecha                              | Ricardo Esparza                     | 3 episodios                                      |
| 2016            | El final del camino                        | Conde Andrade                       | 1 episodio                                       |
| 2016            | Serramoura                                 | Daniel Bolaño                       | 6 episodios                                      |
| 2016            | Lobos e Cordeiros                          |                                     |                                                  |
| 2016 - 2018     | Acacias 38                                 | Arturo Valverde                     | 416 episodios                                    |
| 2019 - 2020     | El secreto de Puente Viejo                 | Ignacio Solozábal                   | 164 episodios                                    |
| 2021            | Dos vidas                                  | Óscar Mora                          | 5 episodios                                      |
| 2022            | Si lo hubiera sabido                       | Samuel Olivar                       | 4 episodios                                      |
| 2022            | Madres. Amor y vida                        | Francisco Javier Jiménez del Corral | 5 episodios                                      |
| 2023 - presente | Fenómenas                                  |                                     | ¿? episodios                                     |
| 2023 - presente | La promesa                                 | Alonso de Luján                     | ¿? episodios                                     |

### Cortometrajes
| Año  | Título   | Personaje | Director          |
| ---- | -------- | --------- | ----------------- |
| 2012 | 20%      |           | Jacobo Bergareche |
| 2015 | Vainilla | Carlos    | Juan Beiro        |

## Teatro
| Año       | Título                        | Autor               | Director/a      | Teatro                   |
| --------- | ----------------------------- | ------------------- | --------------- | ------------------------ |
| 2010-2011 | El mercader de Venecia        | William Shakespeare | Denis Rafter    | Compañía de teatro Darek |
| 2021      | Sincronía (comedia de Amarga) |                     | Sandra Marchena | Sala Plot Point          |

## Premios y reconocimientos
Premio Mestre Mateo
| Año  | Luego                                                     | Trabajo                                | Resultado |
| ---- | --------------------------------------------------------- | -------------------------------------- | --------- |
| 2012 |                                                           | Eduardo Barreiros o Henry Ford Español | Ganador   |
| 2017 | WorldFest Houston International Independent Film Festival | Eduardo Barreiros o Henry Ford Español | Ganador   |